# Nuoto ai Campionati africani di nuoto 2018 - 50 metri stile libero maschili
La specialità dei 50 metri stile libero maschile dei Campionati africani di nuoto 2018 si disputò il 15 settembre 2018, presso il Complesso olimpico Mohamed Boudiaf di Algeri in Algeria.

## Record
Prima della competizione, i primati mondiali, continentali e dei campionati della specialità erano i seguenti.
|  | Nome                 | Nazione   | Tempo | Luogo        | Data             |
|  | -------------------- | --------- | ----- | ------------ | ---------------- |
|  | César Cielo Filho    | Brasile   | 20"91 | San Paolo    | 18 dicembre 2009 |
|  | Roland Mark Schoeman | Sudafrica | 21"67 | Pechino      | 16 agosto 2008   |
|  | Oussama Sahnoune     | Algeria   | 22"39 | Bloemfontein | 21 ottobre 2016  |

## Podio
| Pos.    | Atleta            | Nazionalità | Tempo |
| ------- | ----------------- | ----------- | ----- |
| Oro     | Ali Khalafalla    | Egitto      | 22"51 |
| Argento | Bradley Vincent   | Mauritius   | 22"86 |
| Bronzo  | Abdelrahman Sameh | Egitto      | 23"03 |

## Risultati

### Batterie
Le batterie si sono svolte il 15 settembre 2018 alle 09:40.
| Class | Nome                       | Nazione      | Tempo | Note             |
| ----- | -------------------------- | ------------ | ----- | ---------------- |
| 1     | Bradley Vincent            | Mauritius    | 23.04 | Q                |
| 2     | Ali Khalafalla             | Egitto       | 23.05 | Q                |
| 3     | Abdelrahman Sameh          | Egitto       | 23.12 | Q                |
| 4     | Yusuf Tibazi               | Marocco      | 23.70 | Q                |
| 5     | Matthew Bowers             | Sudafrica    | 23.71 | Q                |
| 6     | Souhail Hamouchane         | Marocco      | 23.77 | Q                |
| 7     | Alaric Basson              | Sudafrica    | 23.81 | Q                |
| 8     | Abeiku Jackson             | Ghana        | 23.84 | Q                |
| 9     | El Hadji Adama Niane       | Senegal      | 23.86 |                  |
| 10    | Ralph Goveia               | Zambia       | 24.19 | Record nazionale |
| 11    | Mohamed Ali Chaouchi       | Tunisia      | 24.32 |                  |
| 12    | Filipe Gomes               | Malawi       | 24.47 |                  |
| 12    | Swaleh Talib               | Kenya        | 24.47 |                  |
| 14    | Daniel Francisco           | Angola       | 24.49 |                  |
| 15    | Mario Ervedosa             | Angola       | 24.55 |                  |
| 16    | Dean Hoffman               | Seychelles   | 24.95 |                  |
| 17    | Atuhaire Ambala            | Uganda       | 25.04 |                  |
| 18    | Adam Moncherry             | Seychelles   | 25.05 |                  |
| 19    | Ovesh Purahoo              | Mauritius    | 25.38 |                  |
| 20    | Mohammed Yousuf Bin Mousa  | Libia        | 25.41 |                  |
| 21    | Samuel Ndonga              | Kenya        | 25.50 |                  |
| 22    | Chase Onorati              | Zimbabwe     | 25.98 |                  |
| 23    | Herinirina John Rakotomavo | Madagascar   | 26.25 |                  |
| 24    | Abobakr Fadlalla Abbas     | Sudan        | 26.33 |                  |
| 25    | Troy Nestor Pina           | Capo Verde   | 26.36 |                  |
| 26    | Adnan Kabuye               | Uganda       | 26.51 |                  |
| 27    | Edilson Paco               | Mozambico    | 26.63 |                  |
| 28    | Liam Emmett                | eSwatini     | 26.78 |                  |
| 29    | Ayaan Chand                | Botswana     | 27.12 |                  |
| 30    | Mohamed Aziz Ghaffari      | Tunisia      | 27.37 |                  |
| 31    | Sithembiso Mamba           | eSwatini     | 27.42 |                  |
| 32    | Maemo Sebikiri             | Botswana     | 27.87 |                  |
| 33    | Zinhle Bekker              | Botswana     | 27.88 |                  |
| 34    | Jefferson Kpanou           | Benin        | 28.35 |                  |
| 35    | Sami Yousif                | Sudan        | 28.47 |                  |
| 36    | Houssin Gaber Ibrahim      | Gibuti       | 29.02 |                  |
| 37    | Omar Darboe                | Gambia       | 29.12 |                  |
| 38    | Abdoul Nignan              | Burkina Faso | 29.38 |                  |
| 39    | David Hillah-Ayite         | Togo         | 30.86 |                  |
| 40    | Jegan Jobe                 | Gambia       | 30.97 |                  |
| 41    | Elom Dossou                | Togo         | 32.23 |                  |
| 42    | Jere Gomegzani             | Malawi       | 32.76 |                  |
| 43    | Landry Koumondji           | Benin        | 33.13 |                  |
| -     | Heriniavo Rasolonjatovo    | Madagascar   | dns   | dns              |
| -     | Isobo Confidence           | Nigeria      | dns   | dns              |
| -     | Oduni Chukwuka             | Nigeria      | dns   | dns              |
| -     | Mamadou Mouctar            | Niger        | dns   | dns              |

### Finale
La finale si tenne il 15 settembre 2018.
| Class   | Corsia | Nome               | Nazione   | Tempo | Note |
| ------- | ------ | ------------------ | --------- | ----- | ---- |
| Oro     | 5      | Ali Khalafalla     | Egitto    | 22.51 |      |
| Argento | 4      | Bradley Vincent    | Mauritius | 22.86 |      |
| Bronzo  | 3      | Abdelrahman Sameh  | Egitto    | 23.03 |      |
| 4       | 7      | Souhail Hamouchane | Marocco   | 23.40 |      |
| 5       | 2      | Matthew Bowers     | Sudafrica | 23.72 |      |
| 6       | 6      | Yusuf Tibazi       | Marocco   | 23.75 |      |
| 7       | 1      | Alaric Basson      | Sudafrica | 23.82 |      |
| 8       | 8      | Abeiku Jackson     | Ghana     | 23.97 |      |